# Shahid Kapoor
Shahid Kapoor (Hindi: शाहिद कपूर; nacido el 25 de febrero de 1981) es un actor y bailarín indio. Después de entrenar en la Shiamak Davar Institute for the Performing Arts debutó en la película Ishq Vishk (2003) de Ken Ghosh. Tuvo éxito comercial con las películas Vivah (2006), Jab We Met (2007) y Kaminey (2009), Chance Pe Dance (2010), Badmaash Company (2010) .

## Filmografía
| Año  | Película                | Papel                           |                                                  |
| ---- | ----------------------- | ------------------------------- | ------------------------------------------------ |
| 1997 | Dil To Pagal Hai        |                                 | Bailarín de apoyo en la canción "Le Gayi"        |
| 1999 | Taal                    |                                 | Bailarín de apoyo en la canción "Kahin Aag Lage" |
| 2003 | Ishq Vishk              | Rajiv Mathur                    | Filmfare Award por Mejor Debut Masculino         |
| 2004 | Fida                    | Jai Malhotra                    |                                                  |
| 2004 | Dil Maange More         | Nikhil Mathur                   |                                                  |
| 2005 | Deewane Huye Paagal     | Karan                           |                                                  |
| 2005 | Vaah! Life Ho Toh Aisi! | Aditya "Adi" Verma              |                                                  |
| 2005 | Shikhar                 | Jaidev "Jai" Vardhan            |                                                  |
| 2006 | 36 China Town           | Raj Malhotra                    |                                                  |
| 2006 | Chup Chup Ke            | Jeetu Prasad Sharma             |                                                  |
| 2006 | Vivah                   | Prem                            |                                                  |
| 2007 | Fool n Final            | Raja/Rahul                      |                                                  |
| 2007 | Jab We Met              | Aditya Kashyap                  | Nominado — Filmfare Award por Mejor Actor        |
| 2008 | Kismat Konnection       | Raj Malhotra                    |                                                  |
| 2009 | Kaminey                 | Charlie/Guddu                   | Nominado — Filmfare Award por Mejor Actor        |
| 2009 | Dil Bole Hadippa!       | Rohan Singh                     |                                                  |
| 2010 | Chance Pe Dance         | Sameer Behl                     |                                                  |
| 2010 | Paathshaala             | Rahul Kapoor                    | Cameo Extendido                                  |
| 2010 | Badmaash Company        | Karan Kapur                     |                                                  |
| 2010 | Milenge Milenge         | Amit "Immy" Kapoor              |                                                  |
| 2011 | Mausam                  | Harinder "Harry"Singh           |                                                  |
| 2012 | Teri Meri Kahaani       | Jawed/Govind/Krish              |                                                  |
| 2013 | Bombay Talkies          | el mismo                        | Aparición especial canción "Apna Bombay Talkies" |
| 2013 | Phata Poster Nikla Hero | Vishwas Rao                     |                                                  |
| 2013 | Rambo Rajkumar          | Romeo Rajkumar                  |                                                  |
| 2014 | Haider                  | Haider Meer                     | Filmfare Award por Mejor Actor                   |
| 2015 | Shaandaar               | Jagjinder Joginder              |                                                  |
| 2016 | Udta Punjab             | Tejjinder "Tommy" Singh -Gabru- |                                                  |
| 2017 | Rangoon                 | Jamadar Nawab Malik             |                                                  |
| 2018 | Padmaavat               | Maharawal Ratan Singh           |                                                  |